# شاید باورت نشه ولی…
شاید باورت نشه ولی… با نام کامل شاید باورت نشه ولی… به قلم ریپلی (انگلیسی: Ripley's Believe It or Not!) یک رسانه فرنچایز شده است که توسط رابرت ریپلی تأسیس شده‌است و به اتفاقات و موارد عجیب و غریب می‌پردازد که آنقدر عجیب و غیرعادی است که خوانندگان ممکن است ادعاها را زیر پرسش ببرند. در اصل یک روزنامه پانل (کمیک)، ویژگی «باور کنی یا نه» محبوب شد و بعداً در قالب‌های متنوعی از جمله رادیو، تلویزیون، کتاب‌های مصور، موزه‌های زنجیره‌ای و یک کتاب اقتباس شد.